# Big E
Ettore Ewen (* 1. března 1986, Tampa), známější jako Big E, je americký profesionální zápasník pracující ve společnosti WWE. Od svého zranění v březnu 2022 nezápasí. Je neaktivním členem tag teamu s názvem The New Day, dalšími členy jsou Kofi Kingston a Xavier Woods.

## Mládí
Narodil se 1. března roku 1986 v americké Tampě. Má jamajský a montserratský původ. Již od dětství byl velmi sportovně nadaný. Vyhrál hodně atletických a wrestlingových ocenění. Následně začal hrát i americký fotbal za univerzitní tým Iowa Hawkeyes. Postupem času začal s Powerliftingem. V něm vytvořil na určitou dobu i národní rekordy. Získal taMoney in the Bké dvě zlaté medaile. 

## Wrestlingová kariéra
Wrestling začal trénovat v tréningovém centru FCW v roce 2009. V roce 2012 byl přeřazen do NXT, kde se následně stal i šampionem. Po přeřazení do SmackDownu získal i  Intercontinental Championship. Poté zformoval tým s Kofi Kingstonem a Xavierem Woodsem, nazvali se The New Day. Získali spolu spoustu tag team titulů. Po zisku Money in the Bank kufříku ho úspěšně zpeněžil 13. září 2021, když odpinoval Bobbyho Lashleyho. O titul přišel 1. ledna 2022, byl odpinován Brockem Lesnarem. Následně se dali opět dohromady s The New Day. 13. března 2022 si zlomil krk, když mu Ridge Holland Nasadil Belly to belly suplex. Od té doby nezápasí.

## Úspěchy
- WWE
  - WWE Championship (1x)
  - NXT Championship (1x)
  - WWE Intercontinental Championship (2x)
  - WWE (Raw) Tag Team Championship (2x) v The New Day
  - WWE SmackDown Tag Team Championship (6x) v The New Day
  - Money in the Bank (2021)
  - Triple Crown